# Hồ Dood Tsagaan
Dood Tsagaan nuur (tiếng Mông Cổ: Доод Цагаан нуур: hồ trắng dưới) là một hồ tại tây bắc aimag Khovsgol, Mông Cổ, nằm giữa hai sum (huyện) Tsagaannuur và Renchinlkhumbe. Nó đôi khi được chia thành các hồ Targan, Dund và Kharmai. Hồ Targan sâu khoảng 3,5 m, hồ Dund sâu khoảng 5 m còn hồ Kharmai sâu khoảng 15 m.
Trung tâm của huyện Tsagaannuur nằm ở bờ phía tây hồ.